# کروشویتس (استان وارمی-ماسوری)
کروشویتس (به لهستانی:  Kruszewiec) یک روستا در لهستان است که در گمینا کنتژن واقع شده‌است. کروشویتس  ۱۹۵ نفر جمعیت دارد.